# 韩志鹏
韩志鹏（1955年—2024年7月18日），前《广州侨商报》总编辑、时事评论员，第十、十一、十二届广州市政协委员。他多年来关注民生议题，以大胆建言著称，更因常受本地媒体关注而被称为“明星委员”。

## 生平
韩志鹏1955年出生于广州，父亲为北方的军人，母亲为任职教师的广州人。1972年从广州市第六十一中学高中毕业后，获分配至广州轮胎厂当工人。1982年，考入广东省广播电视大学汉语言文学系。因热爱写作，他在1985年还未毕业时便被借调至《广东侨报》工作。1995年，韩志鹏被调至《广州侨商报》，任总编辑。
2003年，韩志鹏获广州市侨联推举为广州市政协委员，并连任两届；其任内关注多项民生议题，受到民众关注。2015年退休后，韩志鹏仍关注公共事务，除在广东广播电视台等本地媒体担任时事评论员外，他还担任多个社会职务。
据廣州地方网媒报道，长期吸烟的韩志鹏2023年开始身体状况急转直下。当年11月7日是他最后一次出镜广东台《珠江新闻》的时评环节，其面色明显转差，声音沙哑且吐字吃力，此后便消失于公众视野。2024年7月18日，韩志鹏因肺癌在广州逝世，终年69岁。

## 委员生涯
韩志鹏2003年成为政协委员。他当选初期未专注于委员工作，数年后提出首份议案，要求白云山禁行机动车，以保障登山市民安全的同时减少机动车尾气污染环境。该提案被韩志鹏提出多年，但当局始终未有令其满意的回应；2008年广州市两会期间，韩志鹏以只具备政治协商的政协委员身份，获准申请向广州市及白云山当局的领导问政，在广州乃至全国开创官员接受政协问政的先河。最终在2008年12月，当局宣布白云山每日早6时至晚8时限制未经批准的车辆登山。
2011年7月，广州市召开的士运价调整听证会，因听证的两种方案都为涨价而引发大众质疑。韩志鹏在听证会报名时，便第一个报名，同时亦通过政协委员通道报名参与，但只获得候补资格。听证会当日，韩志鹏提着塑料板凳出现，并称带来了另一套方案，坐在会场门口等待，但未能进入会场参与讨论；此场景被大量媒体报道，韩志鹏因此被网民成为“板凳委员”。22日，他再赴广州市物价局，要求重新召开听证会，但却被告知所有领导都外出开会，再吃闭门羹。25日，广州市物价局局长罗家祥主动约见韩志鹏，就相关问题交换意见，但明确拒绝重开听证会的建议。
2011年，韩志鹏搬至同德围居住。同德围长期出入交通不便，区内公共设施不完善，缺少公立医院、公立中学，甚至没有一个公共厕所。2012年1月，韩志鹏向新上任广州市委书记的万庆良提交改善同德围交通问题的建言书。次月，广州市成立主要由当地居民组成的同德围地区综合整治工作咨询监督委员会，韩志鹏获推选为委员会主任。此乃广州市首次成立此类社会监督机构，成为政府与当地民众的重要沟通渠道。韩志鹏在数年后更获邀到国家行政学院宣讲广州的公咨委制度建设。
此外，韩志鹏亦关注粤语保护、旧楼加装电梯、政府部门公开三公经费和社会抚养费明细等议题；他也常在微博与网民互动，并代为转发网民的诉求予相关部门。韩志鹏连续多年位列广州市政协委员履职量化总分前列。

## 评价
韩志鹏任职政协委员期间作风高调，常登上本地媒体的新闻头条，曾被指故意炒作、哗众取宠，亦有声音认为相关行为对施压政府部门起到一定作用。韩志鹏本人曾回应称，希望能通过政协的民主监督和新闻的舆论监督，两者合力解决问题。
广州市人大代表、市人大常委会原副主任陶子基评价韩志鹏推动解决同德围出行问题时，自叹“一群人大代表比不上一个韩志鹏”，更称“韩委员讲话比较到位”，而“人大代表态度比较温和”，并鼓励人大代表要“敢于监督”。时任广州市委书记万庆良评价韩志鹏“认真履行委员职责，深入一线了解民情，并提出建设性意见，为广大政协委员和公务员树立榜样”。
2015年，韩志鹏入选该年度“十大地方决策新锐人物”名单。